# 遠藤純男
遠藤 純男（えんどう すみお、1950年10月3日 - ）は、日本の柔道家（講道館9段）。
現役時代は警察官として警視庁に奉職し、世界選手権大会で2度の金メダルやモントリオール五輪で銅メダルを獲得したほか、上村春樹や山下泰裕らと日本柔道界の重量級で永らく鎬を削り、全日本選手権大会でも優勝を果たしている。引退後は秋田経済大学（後のノースアジア大学）柔道部監督、同教養部教授や学生部長等を歴任した。

## 経歴
福島県安積郡富久山町（後の郡山市富久山町）出身。農家の家に五男として生まれた。町立小泉小学校5年生の時に怪我をして接骨院に通ったのがきっかけとなり、柔道を習い始める。町立行健中学校時代の県大会優勝や県立岩瀬農業高校時代のインターハイベスト16といった経験を経て柔道の世界で生きていく事を決心した遠藤は、1969年に日本大学文理学部に進学。
入学当初こそ肩を痛めて暫くは療養に専念したが、秋の講道館紅白試合で7人抜きを達成し、技量抜群で即日3段位に昇段した。高校時代には技の研究を行わず跳腰と払腰に傾倒していたが、大学時代には自分より大きい体格の選手に全く歯が立たず、以後は担ぎ技の研究に明け暮れて自身の柔道に背負投という得意技を加えたという。大学2年の時には、日大道場に稽古に来たオランダのウィレム・ルスカに稽古を付けて貰い、左右の支釣込足で木の葉のように投げ飛ばされるという貴重な経験もしている。
大学時代の4年間には、1970年の全日本新人体重別選手権大会の初代王者となると、翌71年の全日本学生選手権大会ではオール一本勝で学生タイトルを獲得し、またシニアの全日本選抜体重別選手権大会でも大学4年次の1972年には3位に食い込む活躍を見せた。大学卒業後の1973年には警察官として警視庁に奉職。
1974年には5月の全日本選手権大会では準決勝戦では佐藤宣践に立ち姿勢から一挙に体を捨てた腕挫腋固をくりだす。しかし、寝技で劣勢となり8分間判定で敗れて3位。7月の全日本選抜体重別選手権大会で優勝といった成績を残し重量級のトップ選手として頭角を表すと、2階級にエントリーした11月のアジア選手権大会でも重量級優勝・無差別級準優勝という好成績を収めた。翌75年には4月の全日本選手権大会こそ初戦で上村春樹に敗れたものの9月の全日本選抜体重別選手権大会では上村に次ぐ準優勝となり、10月の世界選手権大会では重量級代表選手として抜擢された。
外国人選手を相手にも力負けしない強烈な腕力と身長170cm・体重120kgという体型からの鋭い背負投を以て長身の外国人選手からは随分と恐れられ、世界選手権大会の決勝戦で欧州柔道界の第一人者であるソ連のセルゲイ・ノヴィコフを優勢で降すなどし、金メダルを獲得した。
この功績により、大会後には福島県の特別体育功労賞と郡山市の特別表彰を受けている。
1975年から1977年頃の全盛時を振り返り、「心身共に充実して自信の塊になっていた」「稽古をしていても自分が元立ちに立つと、大学のレギュラークラスの選手がみんな逃げているような状況だった」と遠藤。当時の警視庁の練習では乱取りを12本しかやらなかったので、絶対に妥協をせず鬼の形相で最初から最後まで激しくぶつかり続け、相手を濡れ雑巾のように畳に叩き付けた。試合前の投込みでは同じ相手は3発が限界で、それ以上になると相手は受け身を取る事が出来なかったという。
全日本の強化合宿中に、アントニオ猪木との異種格闘技戦を控えたウィレム・ルスカが出稽古に現れると、遠藤とルスカとの乱取りは6年前とは打って変わって激しい攻防となり、ルスカの関係者に「怪我をしたら大変だから止めてくれ」と言わしめた事もあった。
1976年には、6度目の出場となる4月の全日本選手権大会で初優勝し名実共に日本一の柔道家となると、続く5月の全日本選抜体重別選手権大会でも優勝を果たし、7月のモントリオール五輪で重量級の代表選手となった。
向かう所敵無しの遠藤にとっては全日本選手権大会と世界選手権大会だけが試合という意識だったという。それでも当時の日本柔道界では、五輪は一生に一度の機会であり負ければ世代交代となって二度目のチャンスは巡ってこない、というのが当たり前の風潮であり、遠藤も当然に背水の陣の覚悟で大会に臨んだ。初戦で、前年の世界選手権大会の決勝戦で顔を合わせたセルゲイ・ノヴィコフvs遠藤という事実上の決勝戦とも言える組み合わせとなると、遠藤は緊張からまさかの判定負を喫してしまい、以後の敗者復活戦では身長213cmで体重169kgの巨漢・パク・チョンキル（北朝鮮）や強豪・キース・レムフリー（英国）を降すなどしたが銅メダルに甘んじた。この時の事を遠藤は、「銅メダルなんて当時は価値が無いものと思われていて、これ以上の屈辱は無いと感じた」と述懐つつも、同時にそれがまた次のモスクワ五輪を目指す動機付けにもなったという。
なお、遠藤と長年のライバル関係にある上村春樹はこの大会の無差別級で金メダルを獲得している。
連覇を狙う1977年4月の全日本選手権大会では二宮和弘らを降し順調に決勝戦まで進むも、当時19歳の怪物・山下泰裕との決勝戦では互いに内股や大内刈で攻め合った挙句に判定で敗れて準優勝に終わった。遠藤曰く「内容的には競って競って旗判定にもつれ込んだが、正直、自分では『勝ったかな』とおぼろげな自身があった」との事だが、副審の判定は遠藤と山下に分かれ、松本安市主審は山下の優勢を宣し、それまで日本柔道界の第一人者を自負していた遠藤は突如引きずり降ろされる事となった。
以後は打倒・山下に執念を燃やし、枕元にはメモ帳と鉛筆を置いて気が付いたらメモを取るようにするなど、頭の中は柔道と山下の事で一杯だった。そのような中で思いついた技の1つが、蟹挟で転がしポイントを奪うという方法だったという。奇襲技であり失敗したら恥ずかしいという思いもあり、絶対に失敗できない危機感から1年近くの練習を経て、実際にこの技を用いる機会が訪れたのは1980年5月の全日本選抜体重別選手権大会であった。
モスクワ五輪の代表は重量級・無差別級とも全日本4連覇中の山下で、という風潮の中、何とか代表に滑り込もうとする遠藤に突き付けられたのは、代表選考となる全日本選抜体重別選手権大会の前日に決定した日本のモスクワ五輪への参加ボイコットだった。遠藤が後に「（全日本選抜は）やりたくなかったというのが正直な気持ち」と語る通り、当時4人による総当たりのリーグ戦で行われた大会で遠藤は高木長之助・松井勲に初めて敗れ、最後の山下戦を前に大会関係者から「棄権しますか?」と心配される有様だったという。それでも山下との対戦となると気合いのスイッチが入り、試合は前年の世界選手権大会の王者同士に相応しい互いの意地と意地がぶつかり合う熱戦で、場外際で咄嗟に出たのが遠藤の秘策・蟹挟であった。技が決まった瞬間、遠藤には山下の腓骨が折れる音とうめき声が聞こえてきたという。試合結果は山下の棄権ではなく“痛み分け”という形となったが、遠藤としては勝敗よりも、相手を研究して弱点を見つけて工夫できたと言う過程に、満足感と自信を得たという。
1981年3月には警視庁を退官して秋田県に生活の拠点を移し、30歳で秋田経済大学経済学部助教授と柔道部監督に就任。
現役最後の出場大会となった同年4月の全日本選手権大会では、決勝戦で山下に腕返の奇襲を試みるが、技がすっぽ抜けて横四方固に抑え込まれて敗れ、山下に5度目の全日本優勝を譲った。
山下との決勝対決に敗れて引退という心は決まっていたが、それに加え、準々決勝戦で崩上四方固で降した新進気鋭の斉藤仁の事が頭によぎり、「山下以外の選手を意識するようになったら終わりだ」として、この事も畳を降りる決断をする一因となったという。
学生柔道の指導者としては監督就任2年目に全日本学生優勝大会出場に導くと、4年目には同大会ベスト8まで進出する快進撃を見せた。その後1989年に秋田経済大学教授、2006年に教養部に配置換えを経て、同大退職まで教養部教授で同大学の柔道部総監督を務め、2004年のアテネ五輪で公式審判員を務めた事を機に指導者としての一線を退くまで、永きに渡って多くの学生達の指導に汗を流した。
大学で教鞭を取る傍ら、1990年に全日本柔道連盟公認A審判員の資格を取得したのを機に全日本選手権大会や全日本選抜体重別選手権大会等の審判を務め、1996年に国際柔道連盟（IJF）のコンチネンタル審判資格、1998年にはIJFインターナショナル審判資格を取得。福岡国際女子選手権大会や正力松太郎杯国際学生大会のほか、世界選手権大会やアテネ五輪といった国内外の国際公式戦の審判を務めている。前述の通り選手として2度目の五輪出場は叶わなかった遠藤だが、審判として再び五輪の舞台に立てた事は「大きな喜びであった」と語る。2008年にセンコー柔道部の特別顧問に就任。2011年3月にノースアジア大学を退職し、1年間同大学の非常勤講師を務めた後に大学現場から離れた。
2018年には講道館より9段位を允許。2019年4月には秋田県柔道連盟の会長に就任し、地方から全日本柔道連盟の山下会長を支える。なお、出身地である福島県の郡山総合体育館には、遠藤の功績を展示するメモリアルコーナーが設けられている。

## 全日本柔道選手権での戦い方
全日本柔道選手権大会では1974年には翌年に講道館柔道審判規定で禁止となる一挙に体を捨てた腕挫腋固、1977年には1994年までにIJFルールで禁止となった蟹挟、1978年には2020年からIJFルールで禁止となった腕返と危険な奇襲技を繰り出していた。

## 主な戦績
- 1970年4月 - 全日本新人体重別選手権大会（重量級） 優勝
- 1971年6月 - 全日本学生選手権大会（無差別級） 優勝
- 1972年7月 - 全日本選抜体重別選手権大会（重量級） 3位
- 1973年 - ソ連国際大会 優勝
- 1974年5月 - 全日本選手権大会 3位
- 1974年5月 - 全国警察選手権大会 優勝
- 1974年7月 - 全日本選抜体重別選手権大会（重量級） 優勝
- 1974年11月 - アジア選手権大会（重量級） 優勝・（無差別級） 2位
- 1974年 - フランス国際大会 優勝
- 1975年9月 - 全日本選抜体重別選手権大会（重量級） 2位
- 1975年10月 - 世界選手権大会（重量級） 優勝
- 1975年 - ソ連国際大会 優勝
- 1976年4月 - 全日本選手権大会 優勝
- 1976年5月 - 全日本選抜体重別選手権大会（重量級） 優勝
- 1976年7月 - モントリオール五輪（重量級） 3位
- 1977年4月 - 全日本選手権大会 2位
- 1977年5月 - 全国警察選手権大会 優勝
- 1977年7月 - 全日本選抜体重別選手権大会（重量級） 2位
- 1978年4月 - 全日本選手権大会 3位
- 1979年4月 - 全日本選手権大会 2位
- 1979年5月 - 全国警察選手権大会 2位
- 1979年9月 - 全日本選抜体重別選手権大会（重量級） 2位
- 1979年12月 - 世界選手権大会（無差別級） 優勝
- 1980年4月 - 全日本選手権大会 2位
- 1980年5月 - 全日本選抜体重別選手権大会（重量級） 3位
- 1981年4月 - 全日本選手権大会 2位